# Eriocaulon fulvum
Eriocaulon fulvum là một loài thực vật có hoa trong họ Cỏ dùi trống. Loài này được N.E.Br. mô tả khoa học đầu tiên năm 1901.